# Valeri Iardí
Valeri Nikolàievitx Iardí (en rus i txuvaix: Валерий Николаевич Ярды; Pĕreneş/Breniaxí, Txuvàixia, 18 de gener de 1948 – Txeboksari, 1 d'agost de 1994) va ser un ciclista soviètic que va córrer a finals dels anys 60 i primers dels 70.
Durant la seva carrera esportiva va prendre part en dues edicions dels Jocs Olímpics. El 1968 a Ciutat de Mèxic finalitzà en 17a posició en la cursa en ruta i 9è en la contrarellotge per equips.
El 1972, a Múnic, guanyà la medalla d'or en la contrarellotge per equips, formant equip amb Guennadi Kómnatov, Valery Likhatxov i Borís Xúkhov, mentre que en la prova individual abandonà.
El 1970 es proclamà campió del món amateur de contrarellotge per equips, junt a Vladímir Sokolov, Borís Xúkhov i Valeri Likhatxov.

## Palmarès
- 1970
  -  Campió del món de contrarellotge per equips amateur
  - 1r al Gran Premi Faber
- 1972
  -  Medalla d'or als Jocs Olímpics de Múnic en contrarellotge per equips
- 1973
  - 1r als Sis dies de Brest